# Discografia de George Jones e Tammy Wynette
Este artigo apresenta a discografia do duo country americano George Jones e Tammy Wynette. Casados de 1969 a 1975, Jones e Wynette lançaram nove álbuns de estúdio juntos entre 1971 e 1995. A dupla alcançou quatorze singles na parada da Billboard de Hot Country Singles, incluindo três sucessos número um.

## Álbuns de estúdio
| Título                                                | Detalhes do álbum                                                                                  | Melhor posição nas paradas | Melhor posição nas paradas | Melhor posição nas paradas |
| Título                                                | Detalhes do álbum                                                                                  | EUA Country                | EUA                        | CAN Country                |
| ----------------------------------------------------- | -------------------------------------------------------------------------------------------------- | -------------------------- | -------------------------- | -------------------------- |
| We Go Together                                        | - Data de lançamento: 18 de outubro de 1971 - Gravadora: Epic Records - Formato: LP, cartucho      | 3                          | 169                        | —                          |
| Me and the First Lady                                 | - Data de lançamento: 7 de agosto de 1972 - Gravadora: Epic Records - Formato: LP, cartucho        | 6                          | —                          | —                          |
| We Love to Sing About Jesus                           | - Data de lançamento: 6 de novembro de 1972 - Gravadora: Epic Records - Formato: LP, cartucho      | —                          | —                          | —                          |
| Let's Build a World Together                          | - Data de lançamento: 5 de fevereiro de 1973 - Gravadora: Epic Records - Formato: LP, cartucho     | 12                         | —                          | —                          |
| We're Gonna Hold On                                   | - Data de lançamneto: 19 de novembro de 1973 - Gravadora: Epic Records - Formato: LP, cartucho     | 3                          | —                          | —                          |
| George & Tammy & Tina                                 | - Data de lançamento: 10 de fevereiro de 1975 - Gravadora: Epic Records - Formato: LP, cartucho    | 37                         | —                          | —                          |
| Golden Ring                                           | - Data de lançamento: 9 de agosto de 1976 - Gravadora: Epic Records - Formato: LP, cartucho        | 1                          | —                          | —                          |
| Together Again                                        | - Data de lançamento: 22 de setembro de 1980 - Gravadora: Epic Records - Formato: LP, cartucho, K7 | 26                         | —                          | —                          |
| One                                                   | - Data de lançamento: 20 de junho de 1995 - Gravadora: MCA Records - Formato: CD, K7               | 12                         | 117                        | 23                         |
| "—" denota álbuns que não entraram na parada musical. | |                            |                            |                            |

## Compilações
| Título                                                  | Detalhes do álbum                                                                                         | Melhor posição nas paradas | Certificações (recordistas de vendas) |
| Título                                                  | Detalhes do álbum                                                                                         | EUA Country                | Certificações (recordistas de vendas) |
| ------------------------------------------------------- | --- | -------------------------- | --- |
| Greatest Hits                                           | - Data de lançamento: 7 de novembro de 1977 - Gravadora: Epic Records - Formato: LP, cartucho             | 23                         | - US: Ouro«Certificações (Estados Unidos) (album) – Tammy Wynette» (em inglês). Recording Industry Association of America Se necessário, clique em Advanced, depois clique em Format, e seleccione ', e clique em SEARCH. |
| Encore                                                  | - Data de lançamento: 15 de junho de 1981 - Gravadora: Epic Records - Formato: LP, K7                     | —                          | |
| Greatest Hits, Volume 2                                 | - Data de lançamento: 28 de janeiro de 1992 - Gravadora: Epic Records - Formato: CD, K7                   | —                          | |
| George and Tammy Super Hits                             | - Data de lançamento: 2 de maio de 1995 - Gravadora: Epic Records - Formato: CD, K7                       | —                          | |
| 16 Biggest Hits                                         | - Data de lançamento: 10 de agosto de 1999 - Gravadora: Legacy Recordings - Formato: CD, K7               | —                          | |
| Playlist: The Very Best of George Jones & Tammy Wynette | - Data de lançamento: 9 de outubro de 2012 - Gravadora: Legacy Recordings - Formato: CD, download digital | —                          | |
| The Classic Christmas Album                             | - Data de lançamento: 8 de outubro de 2013 - Gravadora: Legacy Recordings - Formato: CD, download digital | 72                         | |
| "—" denota álbuns que não entraram na parada musical.   | |                            | |

## Singles
| Single                                                | Ano  | Melhor posição nas paradas | Melhor posição nas paradas | Álbum                        |
| Single                                                | Ano  | EUA Country                | CAN Country                | Álbum                        |
| ----------------------------------------------------- | ---- | -------------------------- | -------------------------- | ---------------------------- |
| "Take Me"                                             | 1971 | 9                          | 12                         | We Go Together               |
| "The Ceremony"                                        | 1972 | 6                          | 3                          | Me and the First Lady        |
| "Old Fashioned Singing"                               | 1972 | 38                         | —                          | We Love to Sing About Jesus  |
| "Let's Build a World Together"                        | 1973 | 32                         | —                          | Let's Build a World Together |
| "We're Gonna Hold On"                                 | 1973 | 1                          | 2                          | We're Gonna Hold On          |
| "(We're Not) The Jet Set"                             | 1974 | 15                         | 16                         | We're Gonna Hold On          |
| "We Loved It Away"                                    | 1974 | 8                          | —                          | George & Tammy & Tina        |
| "God's Gonna Get'cha (For That)"                      | 1975 | 25                         | —                          | George & Tammy & Tina        |
| "Golden Ring"                                         | 1976 | 1                          | 5                          | Golden Ring                  |
| "Near You"                                            | 1976 | 1                          | 1                          | Golden Ring                  |
| "Southern California"                                 | 1977 | 5                          | 17                         | Greatest Hits                |
| "Two Story House"                                     | 1980 | 2                          | 1                          | Together Again               |
| "A Pair of Old Sneakers"                              | 1980 | 19                         | 59                         | Together Again               |
| "One"                                                 | 1995 | 69                         | 88                         | One                          |
| "—" denota álbuns que não entraram na parada musical. |      |                            |                            |                              |

## Videos musicais
| Título | Ano  | Diretor   |
| ------ | ---- | --------- |
| "One"  | 1995 | Marc Ball |